# Micromyrtus forsteri
Micromyrtus forsteri är en myrtenväxtart som beskrevs av Anthony R. Bean. Micromyrtus forsteri ingår i släktet Micromyrtus och familjen myrtenväxter. Inga underarter finns listade i Catalogue of Life.